# EX-TOUR 17-19
EX-TOUR 17-19 fue la gira musical del cantante español Enrique Bunbury, donde presentó su noveno álbum de estudio Expectativas. El tour comenzó en la ciudad de Santander, España, el 2 de diciembre de 2017 y se extendió por España, América y Europa durante año y medio, concluyendo el 2 de abril en Los Ángeles, Estados Unidos.
En esta gira el cantante repasó algunas canciones del último álbum, junto con algunos temas anteriores tanto de su etapa en solitario como de su etapa en el conocido e importante grupo español de rock Héroes del Silencio.

## Fechas
Todas las fechas confirmadas son las siguientes:
| España (1er Round)              |                           |                |                                                                   |
| 2 de diciembre de 2017          | Santander                 | España         | Palacio de Deportes                                               |
| 5 de diciembre de 2017          | Barcelona                 | España         | Razzmatazz                                                        |
| 6 de diciembre de 2017          | Barcelona                 | España         | Razzmatazz                                                        |
| 8 de diciembre de 2017          | Madrid                    | España         | WiZink Center                                                     |
| 10 de diciembre de 2017         | Sevilla                   | España         | Fibes                                                             |
| 13 de diciembre de 2017         | Valencia                  | España         | Palacio de Congresos                                              |
| 14 de diciembre de 2017         | Valencia                  | España         | Palacio de Congresos                                              |
| 16 de diciembre de 2017         | Zaragoza                  | España         | Pabellón Príncipe Felipe                                          |
| América (2do Round)             |                           |                |                                                                   |
| 6 de febrero de 2018            | Cuenca                    | Ecuador        | Coliseo Jefferson Pérez Quezada                                   |
| 8 de febrero de 2018            | Quito                     | Ecuador        | Ágora de la Casa de la Cultura Ecuatoriana                        |
| 10 de febrero de 2018           | Medellín                  | Colombia       | Teatro Metropolitano                                              |
| 11 de febrero de 2018           | Bogotá                    | Colombia       | Palacio de los Deportes                                           |
| 15 de febrero de 2018           | Buenos Aires              | Argentina      | Estadio Luna Park                                                 |
| 20 de febrero de 2018           | Puebla                    | México         | Centro de Espectáculos Acrópolis                                  |
| 22 de febrero de 2018           | Ciudad de México          | México         | Palacio de los Deportes                                           |
| 23 de febrero de 2018           | Ciudad de México          | México         | Palacio de los Deportes                                           |
| 25 de febrero de 2018           | Querétaro                 | México         | Plaza de Toros Santa María                                        |
| 28 de febrero de 2018           | Guadalajara               | México         | Auditorio Telmex, Zapopan                                         |
| 1 de marzo de 2018              | Guadalajara               | México         | Auditorio Telmex, Zapopan                                         |
| 3 de marzo de 2018              | Morelia                   | México         | Plaza Monumental                                                  |
| 6 de marzo de 2018              | San Luis Potosí           | México         | El Domo                                                           |
| 8 de marzo de 2018              | Torreón                   | México         | HaPok Club                                                        |
| 10 de marzo de 2018             | Ciudad Juárez             | México         | Parque El Chamizal (Tecate Supremo 2018)                          |
| América (3er Round)             |                           |                |                                                                   |
| 19 de abril de 2018             | Aguascalientes            | México         | Foro de las Estrellas (Feria Nacional de San Marcos 2018)         |
| 21 de abril de 2018             | Monterrey                 | México         | Parque Fundidora (Pa'l Norte Music Fest 2018)                     |
| 24 de abril de 2018             | San Francisco             | Estados Unidos | The Masonic                                                       |
| 26 de abril de 2018             | Anaheim                   | Estados Unidos | House of Blues                                                    |
| 26 de abril de 2018             | Los Angeles               | Estados Unidos | Greek Theatre                                                     |
| 29 de abril de 2018             | San Diego                 | Estados Unidos | House of Blues                                                    |
| 1 de mayo de 2018               | San Diego                 | Estados Unidos | House of Blues                                                    |
| 2 de mayo de 2018               | Las Vegas                 | Estados Unidos | House of Blues                                                    |
| 4 de mayo de 2018               | El Paso                   | Estados Unidos | Teatro Plaza                                                      |
| 6 de mayo de 2018 (SUSPENDIDO)  | San Antonio               | Estados Unidos | Aztec Theatre                                                     |
| 9 de mayo de 2018 (SUSPENDIDO)  | Dallas                    | Estados Unidos | House of Blues                                                    |
| 10 de mayo de 2018 (SUSPENDIDO) | Houston                   | Estados Unidos | House of Blues                                                    |
| 13 de mayo de 2018 (SUSPENDIDO) | New York City             | Estados Unidos | Terminal 5                                                        |
| 15 de mayo de 2018 (SUSPENDIDO) | Silver Spring             | Estados Unidos | The Fillmore                                                      |
| 16 de mayo de 2018 (SUSPENDIDO) | Chicago                   | Estados Unidos | House of Blues                                                    |
| 19 de mayo de 2018 (SUSPENDIDO) | Lima                      | Perú           | Fest. Vivo X El Rock                                              |
| España (4to Round)              |                           |                |                                                                   |
| 15 de junio de 2018             | Valladolid                | España         | Antigua Hípica, pinar de Antequera (Conexión Valladolid Festival) |
| 16 de junio de 2018             | Murcia                    | España         | Plaza de toros                                                    |
| 30 de junio de 2018             | Castellón                 | España         | Recinto Conciertos puerto de Castellón (GRAO)                     |
| 6 de julio de 2018              | Madrid                    | España         | IFEMA - Feria de Madrid (Festival Río Babel)                      |
| 7 de julio de 2018              | Torre del Mar (Málaga)    | España         | Playa de Poniente (Weekend beach festival)                        |
| 12 de julio de 2018             | Barcelona                 | España         | Parc del Fòrum (Festival Cruïlla 2018)                            |
| 21 de julio de 2018             | Cádiz                     | España         | Muelle Ciudad del Puerto de Cádiz (No Sin Música 2018)            |
| 26 de julio de 2018             | Gijón                     | España         | Parque Hermanos Castro (Gijón Life)                               |
| 28 de julio de 2018             | Mundaca                   | España         | Recinto de Santa Katalina (Mundaka Festival)                      |
| 2 de agosto de 2018             | Huelva                    | España         | Recinto Ferial (Fiestas Colombinas 2018)                          |
| 4 de agosto de 2018             | Gandía                    | España         | Festival Escena Gandia                                            |
| 9 de agosto de 2018             | Aranda de Duero           | España         | Recinto Ferial (Sonorama Ribera Festival 2018)                    |
| 12 de agosto de 2018            | Cambrils                  | España         | Parc del Pinaret (Festival de Cambrils)                           |
| 15 de agosto de 2018            | Pontevedra                | España         | Plaza de España                                                   |
| 23 de agosto de 2018            | Palma de Mallorca         | España         | Son fusteret                                                      |
| 25 de agosto de 2018            | Alicante                  | España         | Plaza de toros                                                    |
| 31 de agosto de 2018            | Linares (Jaén)            | España         | Antiguo Recinto Ferial de Linares                                 |
| 1 de septiembre de 2018         | Guadalajara               | España         | Fuente de la niña (Festival Gigante)                              |
| América (5to Round)             |                           |                |                                                                   |
| 5 de octubre de 2018            | Ciudad de Guatemala       | Guatemala      | Fórum Majadas                                                     |
| 7 de octubre de 2018            | Quetzaltenango            | Guatemala      | Centro Intercultural                                              |
| 11 de octubre de 2018           | Oaxaca                    | México         | Auditorio Guelaguetza                                             |
| 13 de octubre de 2018           | Puebla                    | México         | Tecate Comuna                                                     |
| 15 de octubre de 2018           | Ciudad de México          | México         | Auditorio Nacional                                                |
| 16 de octubre de 2018           | Ciudad de México          | México         | Auditorio Nacional                                                |
| 18 de octubre de 2018           | León (Guanajuato)         | México         | Poliforum                                                         |
| 20 de octubre de 2018           | Guadalajara (Jalisco)     | México         | Parque Trasloma (Tecate Coordenada)                               |
| 22 de octubre de 2018           | Ciudad de México          | México         | Auditorio Nacional                                                |
| 25 de octubre de 2018           | Hermosillo (Sonora)       | México         | Hipódromo de Hermosillo                                           |
| 27 de octubre de 2018           | Tijuana (Baja California) | México         | Tecate Península                                                  |
| 31 de octubre de 2018           | Monterrey (Nuevo León)    | México         | Auditorio citibanamex                                             |
| Europa (6to Round)              |                           |                |                                                                   |
| 2 de diciembre de 2018          | Milán                     | Italia         | Magazzini Generali                                                |
| 4 de diciembre de 2018          | Frankfurt                 | Alemania       | Batschkapp                                                        |
| 5 de diciembre de 2018          | Berlín                    | Alemania       | Huxley's                                                          |
| 7 de diciembre de 2018          | Colonia                   | Alemania       | Kantine                                                           |
| 8 de diciembre de 2018          | Ámsterdam                 | Holanda        | Melkweg                                                           |
| 10 de diciembre de 2018         | Bruselas                  | Bélgica        | La Madeleine                                                      |
| 12 de diciembre de 2018         | París                     | Francia        | Elysée Montmartre                                                 |
| 14 de diciembre de 2018         | Londres                   | Inglaterra     | Koko                                                              |
| América (7mo Round)             |                           |                |                                                                   |
| 17 de marzo de 2019             | Ciudad de México          | México         | Foro Sol                                                          |
| 20 de marzo de 2019             | Chicago (Illinois)        | Estados Unidos | House of Blues                                                    |
| 23 de marzo de 2019             | New York (NY)             | Estados Unidos | Terminal 5                                                        |
| 26 de marzo de 2019             | San Antonio (Texas)       | Estados Unidos | The Aztec                                                         |
| 28 de marzo de 2019             | Dallas (Texas)            | Estados Unidos | House of Blues                                                    |
| 30 de marzo de 2019             | Houston (Texas)           | Estados Unidos | House of Blues                                                    |
| 2 de abril de 2019              | Los Ángeles               | Estados Unidos | Hollywood Palladium                                               |

## Lista de canciones
Las canciones interpretadas durante toda la gira han sido:
- Apuesta por el Rock 'n Roll
- Bartleby
- Cuna de Caín
- De Mayor
- De Todo el Mundo
- Desmejorado
- Despierta
- Dos Clavos a Mis Alas
- El Anzuelo
- El Camino del Exceso
- El Extranjero
- El Hombre Delgado que No Flaqueará Jamás
- El Mar No Cesa
- El Rescate
- El Solitario
- En Bandeja de Plata
- Enganchado a Tí
- Hay Muy Poca Gente
- Héroe de Leyenda
- Infinito
- La Actitud Correcta
- La Ceremonia de la Confusión
- La Chispa Adecuada
- La Constante
- Lady Blue
- Los Habitantes
- Los Inmortales
- Maldito Duende
- Mar Adentro
- Más Alto que Nosotros Sólo el Cielo
- Mi Libertad
- Parecemos Tontos
- Porque las Cosas Cambian
- Que Tengas Suertecita
- Salvavidas
- San Cosme y San Damián
- Sí
- Sólo Si Me Perdonas
- Supongo (Intro)
- Tesoro

## Músicos
- Enrique Bunbury: Voz y guitarra acústica
- Jordi Mena: Guitarra eléctrica, guitarra acústica y mandolina
- Álvaro Suite: Guitarra eléctrica
- Robert Castellanos: Bajo
- Ramón Gacías: Batería
- Quino Béjar: Percusión
- Jorge Rebenaque: Piano eléctrico y acordeón
- Santi del Campo: Saxofón eléctrico